# 火線先鋒大吾
《火線先鋒大吾》（日语：め組の大吾）是日本漫畫家曾田正人創作的日本漫畫作品。於《週刊少年Sunday》1995年38號開始連載，1999年27號完結。單行本全20冊。於1999年改編為動畫電影。《月刊少年Magazine》2020年11月號起開始連載續篇《烈焰先鋒 救國的橘衣消防員》，2023年動畫化。

## 劇情簡介
朝比奈大吾原是不良少年。在求學時期，因恩師落合靜香的點撥，發現自己其實嚮往成爲消防員。
在歷經商場火災、毒氣外洩等多次救災經驗後，大吾逐漸成長。20歲時，落合在蘇門答臘研究昆蟲卻受困森林大火，他為拯救恩師乃獨往救難，最後在當地居民協助下順利救出落合。其後兩人結婚，大吾也隨之引退。
七年之後，紐約發生地下鐵崩塌事故。鑑於現場災情嚴峻，遂向已成消防員傳奇的朝比奈大吾求援。

## 登場角色

### 火線先鋒大吾

#### 消防員
朝比奈大吾（Asahina Daigo）
配音：高木涉（日）；雷霆（無綫電視）、郭立文（影碟版）（港）
故事的主角，在火災現場有著驚人的直覺，可以在絕無生機的災難現場，挽救生命的天才消防員。在緊急時刻會不惜違反上司命令踏入火場，每一次的火災救援之後都會獲得驚人的成長。在故事的最後成為了全世界傳說中的最強消防員，與高中時的恩師落合靜香結婚，育有一女。
甘粕士郎（Amakasu Shirō）
配音：一條和矢（日）；潘文柏（港）
大吾在消防學校時的同學，褐色頭髮，視力達2.0，但仍戴著伊達眼鏡。成績優秀，被稱為天才，和大吾是對比，時常調侃譏諷大吾，而被大吾視為勁敵。在故事的最後成為了與大吾並列傳奇的消防員。
五味俊介（Gomi Shunsuke）
配音：屋良有作（日）
鮩濱消防局局長，階級是消防司令。他的嚐好是賭馬，經常購買馬經。甜食亦是他的至愛，尤其是鯛魚燒。過往一次救火的經歷令他頭部大面積燒傷，因此習慣戴著外國牌子「GLOBE」的鴨舌帽，以掩蓋頭上的傷痕。在故事尾聲被定為新一屆千國市總區消防局局長。
以已故賽車手尼基·勞達作為藍本創作。
植木（Ueki）
配音：堀部隆一（日）
副消防司令、鮩濱消防局副局長兼泵水車隊隊長，與五味司令是多年前便一起工作的老同事。
原型是已故日本藝人植木等。
大野秋彦（Oono Akihiko）
配音：石塚運昇（日）
鮩濱消防局消防隊長兼駕駛消防車的司機，是大吾的領班之一，有著多次投考救護員的經驗。最喜愛的車輛是消防局內的泵水車，常常把它擦至閃閃發亮。自從愛車被大吾撞破後，開始對大吾起了戒心。
平一馬（Taira Kazuma）
在片平新婚休假期間作替補的消防員，19歲。操關西腔，有很高超的救火技術。似乎對近藤純有好感。稱大吾為「大少爺」。
豬股（Inomata）
配音：卷島直樹（日）
鮩濱消防局消防員，被選為大吾其中一個領班。
飯塚（Iizuka）
鮩濱消防局消防員。
片平（Katahira）
鮩濱消防局消防員，正在新婚休假中。
忍足美樹（Oshitari Miki）

#### 其他人物
落合静香（Ochiai Shizuka）
配音：井上喜久子（日）；沈小蘭（港）
大吾高中時代的班導師，專業為理科和昆蟲學，故事最後與大吾結婚。
近藤純（Kondō Jun）
大吾同所高中的學妹，後為忍足美樹的跟班。

### 烈焰先鋒 救國的橘衣消防員

#### 消防員
十朱大吾
配音：榎木淳彌（日）
不破消防署特別救助隊員。完成訓練後，他立即被選為救援人員，雖然內向、話不多，但為了執行救援行動，他會毫不猶豫地做出強烈的自我犧牲。
斧田駿
配音：八代拓（日）
不破消防署特別救助隊員。這部作品是從他的角度來講述的。
中村雪
配音：佐倉綾音（日）
東京消防局第一個獲得特殊救援人員資格的女性，駿的高中同學兼單戀。
纏定家
配音：中村悠一（日）
生姜谷救助的一番員，個性嚴肅。

## 出版書籍
單行本
| 卷數 | 小學館         | 小學館             | 大然文化  | 大然文化 | 青文出版社 | 青文出版社         |
| 卷數 | 發售日期       | ISBN               | 發售日期  | ISBN     | 發售日期   | ISBN               |
| ---- | -------------- | ------------------ | --------- | -------- | ---------- | ------------------ |
| 1    | 1996年2月18日  | ISBN 4-09-123681-2 |           |          |            | ISBN 9789861564975 |
| 2    | 1996年4月18日  | ISBN 4-09-123682-0 |           |          |            | ISBN 9789861565309 |
| 3    | 1996年7月18日  | ISBN 4-09-123683-9 | 1998年7月 |          |            | ISBN 9789861565316 |
| 4    | 1996年8月10日  | ISBN 4-09-123684-7 | 1998年9月 |          |            | ISBN 9789861565576 |
| 5    | 1996年11月18日 | ISBN 4-09-123685-5 |           |          |            | ISBN 9789861565583 |
| 6    | 1997年2月18日  | ISBN 4-09-123686-3 |           |          |            | ISBN 9789861565941 |
| 7    | 1997年5月18日  | ISBN 4-09-123687-1 |           |          |            | ISBN 9789861565958 |
| 8    | 1997年7月18日  | ISBN 4-09-123688-X |           |          |            | ISBN 9789861566214 |
| 9    | 1997年9月18日  | ISBN 4-09-123689-8 |           |          |            | ISBN 9789861566221 |
| 10   | 1997年11月18日 | ISBN 4-09-123690-1 |           |          |            | ISBN 9789861566436 |
| 11   | 1998年2月18日  | ISBN 4-09-125341-5 |           |          |            | ISBN 9789861566443 |
| 12   | 1998年4月18日  | ISBN 4-09-125342-3 |           |          |            | ISBN 9789861566771 |
| 13   | 1998年6月18日  | ISBN 4-09-125343-1 |           |          |            | ISBN 9789861566788 |
| 14   | 1998年9月18日  | ISBN 4-09-125344-X |           |          |            | ISBN 9789861567211 |
| 15   | 1998年12月10日 | ISBN 4-09-125345-8 |           |          |            | ISBN 9789861567228 |
| 16   | 1999年3月18日  | ISBN 4-09-125346-6 |           |          |            | ISBN 9789861567525 |
| 17   | 1999年4月17日  | ISBN 4-09-125347-4 |           |          |            | ISBN 9789861567532 |
| 18   | 1999年6月16日  | ISBN 4-09-125348-2 |           |          |            | ISBN 9789861568256 |
| 19   | 1999年7月17日  | ISBN 4-09-125349-0 |           |          |            | ISBN 9789861568263 |
| 20   | 1999年8月7日   | ISBN 4-09-125350-4 |           |          |            | ISBN 9789861568362 |

文庫版
| 卷數 | 小學館         | 小學館             |
| 卷數 | 發售日期       | ISBN               |
| ---- | -------------- | ------------------ |
| 1    | 2005年10月4日  | ISBN 4-09-193631-8 |
| 2    | 2005年10月4日  | ISBN 4-09-193632-6 |
| 3    | 2005年11月15日 | ISBN 4-09-193633-4 |
| 4    | 2005年11月15日 | ISBN 4-09-193634-2 |
| 5    | 2005年12月15日 | ISBN 4-09-193635-0 |
| 6    | 2005年12月15日 | ISBN 4-09-193636-9 |
| 7    | 2006年1月14日  | ISBN 4-09-193637-7 |
| 8    | 2006年2月15日  | ISBN 4-09-193638-5 |
| 9    | 2006年3月15日  | ISBN 4-09-193639-3 |
| 10   | 2006年4月15日  | ISBN 4-09-193640-7 |
| 11   | 2006年5月13日  | ISBN 4-09-193641-5 |

《烈焰先鋒 救國的橘衣消防員》
| 卷數 | 講談社         | 講談社                 | 東立出版社     | 東立出版社             |
| 卷數 | 發售日期       | ISBN                   | 發售日期       | ISBN                   |
| ---- | -------------- | ---------------------- | -------------- | ---------------------- |
| 1    | 2021年4月16日  | ISBN 978-4-06-521831-0 | 2022年8月1日   | ISBN 978-957-26-8809-0 |
| 2    | 2021年6月17日  | ISBN 978-4-06-523730-4 | 2022年10月6日  | ISBN 978-957-26-8810-6 |
| 3    | 2021年10月15日 | ISBN 978-4-06-524700-6 | 2023年4月27日  | ISBN 978-626-347-499-4 |
| 4    | 2022年2月17日  | ISBN 978-4-06-526467-6 | 2023年6月2日   | ISBN 978-626-347-500-7 |
| 5    | 2022年8月17日  | ISBN 978-4-06-528610-4 | 2023年7月6日   | ISBN 978-626-360-834-4 |
| 6    | 2022年12月15日 | ISBN 978-4-06-529757-5 | 2023年11月3日  | ISBN 978-626-360-835-1 |
| 7    | 2023年5月17日  | ISBN 978-4-06-531664-1 | 2023年11月24日 | ISBN 978-626-372-100-5 |
| 8    | 2023年10月17日 | ISBN 978-4-06-533060-9 | 2024年3月7日   | ISBN 978-626-02-0517-1 |
| 9    | 2024年2月16日  | ISBN 978-4-06-534340-1 | 2024年5月30日  | ISBN 978-626-02-1578-1 |
| 10   | 2024年8月16日  | ISBN 978-4-06-536254-9 | 2025年3月7日   | ISBN 978-626-02-3454-6 |
| 11   | 2025年2月17日  | ISBN 978-4-06-538451-0 |                |                        |
| 12   | 2025年8月12日  | ISBN 978-4-06-540841-4 |                |                        |

## 電視動畫

### 主題曲
片頭曲「アンスロポス」
主唱：關西傑尼斯8；作詞、作曲：木谷龍也，編曲：Diz
片尾曲
「Perfect World」（第1～12話）
作詞、作曲、主唱：LMYK；編曲：Jimmy Jam and Terry Lewis、Toru Horikoshi
「MISSION」（第13～23話）
主唱：中島美嘉，作詞、作曲：中島美嘉、Carlos K.，編曲：Carlos K.

### 各話列表
| 話數     | 日文標題 | 中文標題             | 劇本                  | 分鏡     | 演出     | 作畫監督                                                                                 | 總作畫監督        | 首播日期       |
| -------- | -------- | -------------------- | --------------------- | -------- | -------- | ---------------------------------------------------------------------------------------- | ----------------- | -------------- |
| 第1話    |          | 命運的三人           | 藤田伸三              | 村田雅彥 | 村田雅彥 | 鶴田眸                                                                                   | 不適用            | 2023年 9月30日 |
| 第2話    |          | 消防官               | 藤田伸三              | 村田雅彥 | 村田雅彥 | 岩岡優子                                                                                 | 不適用            | 10月7日        |
| 第3話    |          | 救助之神             | 藤田伸三              | 村田雅彥 | 尾上皓紀 | 福山貴人                                                                                 | 不適用            | 10月14日       |
| 第4話    |          | 不破特別救助隊       | 藤田伸三              | 村田雅彥 | 尾上皓紀 | 鈴木信一、、松本健太郎 大津莉香、石田誠也、工藤葉瑠香                                    | 不適用            | 10月21日       |
| 第5話    |          | 252"受困者"          | 藤田伸三              | 村田雅彥 | 村田雅彥 | 岩岡優子、石田誠也、福山貴人                                                             | 不適用            | 10月28日       |
| 第6話    |          | 十朱大吾             | 藤田伸三              | 村田雅彥 | 葛西良信 | Revival                                                                                  | 工藤公聖          | 11月4日        |
| 第7話    |          | 我的英雄             | 阪上有紀子            | 宮地昌幸 | 神谷真希 | 飯飼一幸、服部益美、南伸一郎                                                             | 不適用            | 11月11日       |
| 第8話    |          | 地下室的三人         | 藤田伸三              | 村田雅彥 | 尾上皓紀 | 松本健太郎、鈴木信一                                                                     | 不適用            | 11月18日       |
| 第9話    |          | 任務                 | 藤田伸三              | 村田雅彥 | 村田雅彥 | 岩岡優子、工藤公聖 福山貴人、鈴木孝典、石田誠也                                          | 不適用            | 11月25日       |
| 第10話   |          | 可喜可賀的"め組"     | 藤田伸三、 阪上有紀子 | 村田雅彥 | 尾上皓紀 | 山川拓己、相坂直美 松本健太郎、鈴木信一                                                  | 不適用            | 12月2日        |
| 第11話   |          | 夥伴的證明           | 藤田伸三、 阪上有紀子 | 大宙征基 | 上田茂   | 新保卓郎、關田有紀子                                                                     | 不適用            | 12月9日        |
| 第12話   |          | 橘衣的工作           | 藤田伸三、 阪上有紀子 | 大宙征基 | 菅原靜貴 | 山川拓己、相坂直美 松本健太郎、鈴木信一                                                  | 不適用            | 12月16日       |
| 第12.5話 |          | 太陽會再度升起       | 藤田伸三              | 村田雅彥 | 村田雅彥 | 岩岡優子                                                                                 | 不適用            | 12月23日       |
| 第13話   |          | 各自的思慮           | 藤田伸三、 阪上有紀子 | 大宙征基 | 葛西良信 | 楠田悟、Reboot 無錫星月影視動畫製作有限公司 魏旭龍、謝鑫、杜衛峰、廖雪宇                 | 不適用            | 2024年 1月6日  |
| 第14話   |          | 全國消防救助技術大會 | 山本由實              | 後藤圭二 | 尾上皓紀 | 山川拓己、相坂直美 松本健太郎、鈴木信一                                                  | 不適用            | 1月13日        |
| 第15話   |          | 特命出動             | 藤田伸三              | 大宙征基 | 上田茂   | 新保卓郎、關田有紀子                                                                     | 不適用            | 1月20日        |
| 第16話   |          | 摩斯密碼             | 藤田伸三              | 篠原俊哉 | 村田雅彥 | 岩岡優子、工藤公聖、福山貴人                                                             | 不適用            | 1月27日        |
| 第17話   |          | 朝比奈大吾           | 藤田伸三、 阪上有紀子 | 大宙征基 | 菅原靜貴 | 山川拓己、相坂直美 松本健太郎、鈴木信一                                                  | 不適用            | 2月3日         |
| 第17.5話 |          | 三人的緣分           | 藤田伸三、 阪上有紀子 | 不適用   | 不適用   | 不適用                                                                                   | 不適用            | 2月10日        |
| 第18話   |          | 隊伍                 | 藤田伸三              | 大原實   | 尾上皓紀 | 花澤菜摘、廣實愛 壽惠理子、中村與史子 南湖、石井裕美子、松下純子                         | 鶴田眸            | 2月17日        |
| 第19話   |          | 大吾的告白           | 山本由實              | 後藤圭二 | 石井輝   | 西山優衣、寒川顯一、古德真美 佐賀野櫻子、櫻井拓郎、濱田悠示 久行宏和、笛木優奈、村田陽祐 | 伊藤依織子        | 2月24日        |
| 第20話   |          | 小小受困者           | 阪上有紀子            | 大宙征基 | 尾上皓紀 | 新保卓郎、關田有紀子                                                                     | 不適用            | 3月2日         |
| 第21話   |          | 東京消防廳廣報課     | 阪上有紀子            | 大原實   |          | 相坂直美、松本健太郎、鈴木信一                                                           | 鶴田眸            | 3月9日         |
| 第22話   |          | 粉塵爆炸             | 山本由實、 藤田伸三   | 大宙征基 | 菅原靜貴 | 相坂直美、松本健太郎 鈴木信一、新保卓郎、關田有紀子                                      | 鶴田眸            | 3月16日        |
| 第23話   |          | 勇者齊聚             | 藤田伸三              | 大原實   | 尾上皓紀 | 福山貴人、小林結衣、齋藤美旺 工藤公聖、鶴田眸、岩岡優子                                  | 鶴田眸、 岩岡優子 | 3月23日        |

### BD／DVD
| 卷數 | 發售日期      | 收錄話數        | 規格編號      | 規格編號      |
| 卷數 | 發售日期      | 收錄話數        | BD            | DVD           |
| ---- | ------------- | --------------- | ------------- | ------------- |
| 1    | 2024年3月13日 | 第1話 - 第12話  | ANZX-17161〜4 | ANZB-17161〜4 |
| 2    | 2024年6月5日  | 第13話 - 第23話 | ANZX-17165〜8 | ANZB-17165〜8 |

## 動畫電影
《火線先鋒大吾 火災現場的大儍瓜》（め組の大吾 火事場のバカヤロー）於1999年公開上映。翌年出售至香港，授權博意影業發行雙語版本之影蝶，其後由無線電視翡翠台在2002年播放重新配音之版本。

### 製作人員
- 原作：曾田正人
- 企劃：植田文郞
- 企劃協力：奧山豐彥、瀬尾俊之、堀江一郞、田中淳一郞
- 監督、分鏡、演出：西澤晉
- 劇本：稻荷昭彥
- 角色設計、作畫監督：本橋秀之
- 美術監督：石垣努
- 色彩設計：歌川律子
- 攝影監督：白井久男
- 音樂：濱口史郎
- 音樂製作人：佐佐木史朗、太田敏明
- 音響監督：小林克良
- 音響效果：莊司雅弘
- 編輯：瀨山武司
- 製作人：岩田幹宏
- 製作：小學館、日昇動畫

### 主題曲
印象曲
作詞：渡辺なつみ，作・編曲：岩崎文紀，演唱：井上喜久子
片尾曲
作詞：佐藤ありす、西澤晉，作・編曲：工藤隆，演唱：北谷洋

### 播放電視台
香港
| TVB翡翠台 星期五 09:30-10:25節目                                               | TVB翡翠台 星期五 09:30-10:25節目                                          | TVB翡翠台 星期五 09:30-10:25節目 |
| ------------------------------------------------------------------------------ | ------------------------------------------------------------------------- | -------------------------------- |
|                                                                                | 重播 （2003年9月12日）                                                    |                                  |
| 至NET小人類 (08:55-09:55)倉鼠俱樂部 (09:55-10:10)百變小櫻Magic咭 (10:10-10:30) | 至NET小人類 (08:55-09:55)倉鼠俱樂部 (09:55-10:10)笑笑小莫加 (10:10-10:30) |                                  |

## 電視劇
《烈火男儿〜目组的大吾〜》（日语：FIRE BOYS〜め組の大吾〜）由山田孝之主演，于2004年1月6日至3月16日期间每周二晚21:00-21:54在富士电视台播出（第一集延长10分钟），共11集。香港地區由有線電視獲得播映權，在2004年尾於有線娛樂台播放。

### 主要演員
- 朝比奈大吾：山田孝之
- 园田真阳：内山理名（香港配音：吳梅）
- 近藤純：米姆拉
- 甘粕士郎：冢本高史 （香港配音：陳廷軒）
- 赤星满：葛山信吾
- 植木彦助：茂吕师冈
- 万丈博士：温水洋一
- 高山俊介：江畑浩規
- 平茂：石黑賢
- 五味一：鹿賀丈史
- 神田：的場浩司
- 落合静香：小西真奈美
- 猫田：岛田久作
- 朝比奈美纪：小出早織
- 朝比奈都子：大島蓉子
- 朝比奈阿初：花原照子
- 明美：深泽敦
- 采访导演：小原雅人

每集單元角色
矢沢健：小栗旬（第2話）
森田：松重丰（第2話）
耕太： 當間廉生（第3話）
律子：森下凉子（第3話）
米田修：喜太郎（第4話）
山伏：平泉成（第5話）
平勇気：須賀健太（第6話）
平美紗子：西牟田惠（第6話）
患者：奥村公延（第6話）
丘野：山路和弘（第7話）
与一：山谷初男（第8話）
田所正太：齐藤慶太（第11話）

### 製作
- 導演：武内英樹、宮本理江子、七高剛、成田岳
- 副導演：七高剛、成田岳、三竹寛典、木下太郎、米川治、田中亮
- 劇本：吉田智子
- 音楽：佐藤直紀
- 主題曲：橘子新乐园《路标〜回家之路〜》（ミチシルベ〜a road home〜）
- 製作人：現王園佳正
- 副製作人：柴田圭子、斉藤あや、笛木志津香、水野綾子
- 原案協力：佐藤祐二､塩谷雅彦､江上英樹（小学館編輯部）
- 協力：VASC、澀谷Video Studio、LA Company、Active 21、K&L、Blue back、NK特機、東京消防廳
- 制作：富士電視台

### 播放日程
| 集数                                                    | 播放日期      | 日文标题 | 中文標題             | 收视率 |
| ------------------------------------------------------- | ------------- | -------- | -------------------- | ------ |
| 第1話                                                   | 2004年 1月6日 |          | 眼泪、哭泣的初次救助 | 15.7%  |
| 第2話                                                   | 1月13日       |          | 与纵火犯的直接対決   | 11.2%  |
| 第3話                                                   | 1月20日       |          | 消失在森林中的急救队 | 11.5%  |
| 第4話                                                   | 1月27日       |          | 传说中的男人的真面目 | 10.7%  |
| 第5話                                                   | 2月3日        |          | 地震中奋不顾身的救助 | 12.0%  |
| 第6話                                                   | 2月10日       |          | 医院火灾和家族愛     | 11.3%  |
| 第7話                                                   | 2月17日       |          | 竞争对手的背叛       | 11.3%  |
| 第8話                                                   | 2月24日       |          | 冲进大火中的女人     | 10.5%  |
| 第9話                                                   | 3月2日        |          | 夺走朋友的爆炸       | 11.4%  |
| 第10話                                                  | 3月9日        |          | 向着急救队之路       | 13.1%  |
| 最終話                                                  | 3月16日       |          | 大火！最後的营救     | 13.2%  |
| 平均收视率：12.0%（由Video Research調查關東地區的資料） |               |          |                      |        |

## 外部連結
- 曾田正人官方網站
- 電視劇官方網站 （页面存档备份，存于）
- 電視動畫官方網站 （页面存档备份，存于）
- 電視動畫的X（前Twitter）